# When You Say Nothing at All
"When You Say Nothing at All" é uma canção gravada pelo cantor irlandês de música pop Ronan Keating. Com esta canção, Keating fez sua estreia como cantor solo, após a sua carreira com Boyzone. A canção também fez parte da trilha sonora do filme Notting Hill em 1999. Originalmente composta em 1988 por Paul Overstreet e Don Schlitz, a canção já foi gravada por outros artistas como Keith Whitley e Alison Krauss.
"When You Say Nothing at All" alcançou o topo das paradas de vendas em vários países como Inglaterra, Irlanda e Nova Zelândia. No Reino Unido e na Noruega, a canção também ganhou uma certificação de ouro.
Em 2002 o cantor relançou a música, em parceria com Deborah Blando, para a trilha sonora de O Beijo do Vampiro, então novela das 7 da TV Globo. No Brasil, o título da música é “O amor fala por nós”. 
Em 2003, Keating gravou novamente a canção em dueto com a cantora mexicana Paulina Rubio, lançada na América Latina para promover uma coletânea da cantora.